# Ла-Паррілья
Ла-Паррілья (ісп. La Parrilla) — муніципалітет в Іспанії, у складі автономної спільноти Кастилія-і-Леон, у провінції Вальядолід. Населення — 549 осіб (2010).
Муніципалітет розташований на відстані близько 140 км на північний захід від Мадрида, 21 км на південний схід від Вальядоліда.

## Демографія
Динаміка населення (INE ):

## Галерея зображень

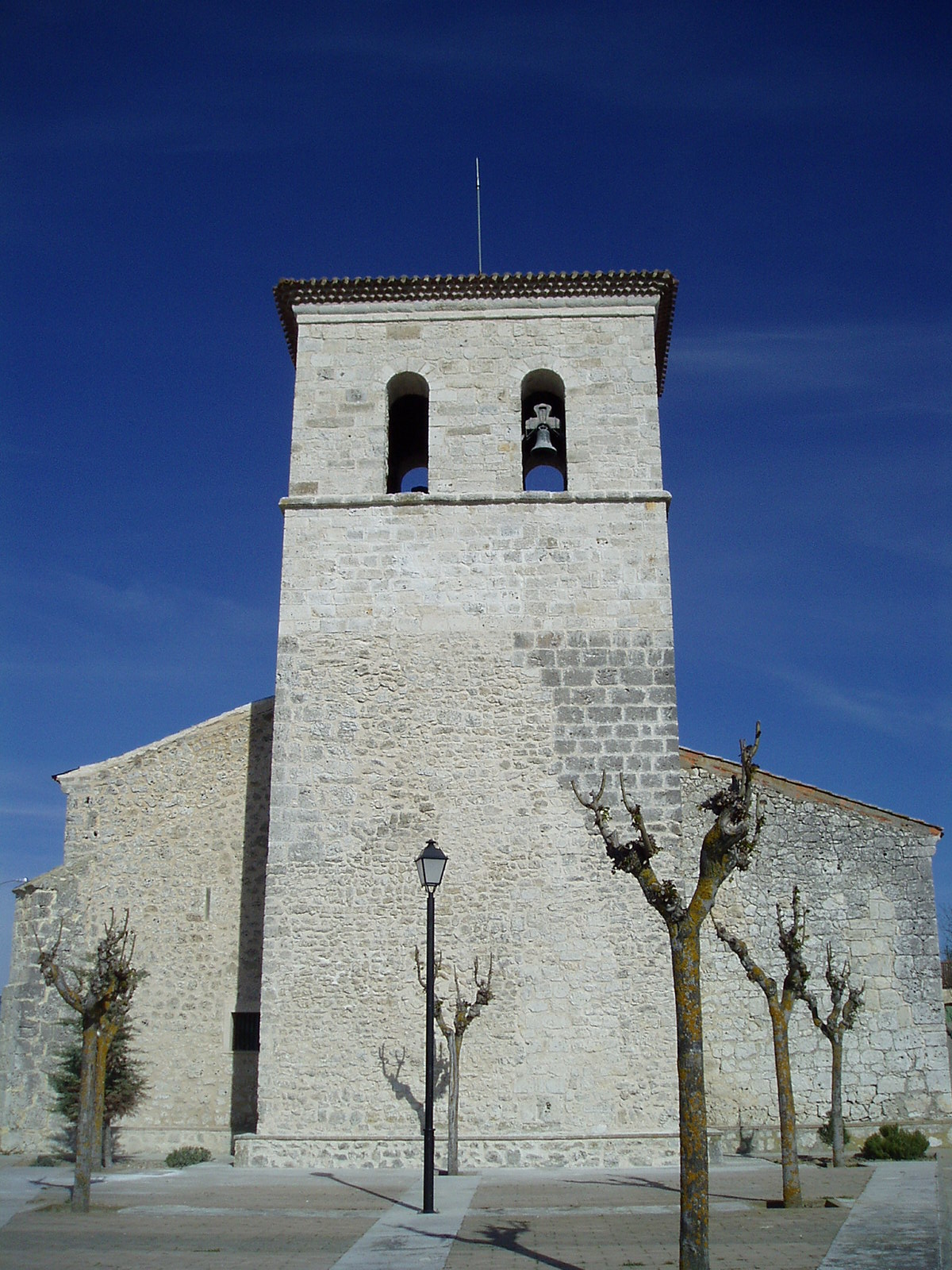
Церква у Ла-Паррільї